# EHF European League der Frauen 2020/21
An der EHF European League 2020/21 nahmen 34 Handball-Vereinsmannschaften teil, die sich in der vorangegangenen Saison in ihren Heimatländern für den Wettbewerb qualifiziert hatten. Es war die erste Austragung des Wettbewerbs. Die französische Mannschaft Nantes Atlantique Handball gewann den Wettbewerb.

## Runde 1
Die erste Runde wurde nicht ausgetragen.

## Runde 2
Es nahmen lediglich acht Mannschaften an der 2. Runde teil, nachdem LC Brühl Handball und LUGI HF kurz vor dem Beginn des Wettbewerbs auf eine Teilnahme verzichteten. Die Gewinner wurden in einem Hin- und Rückspiel ermittelt.

### Qualifizierte Teams
| - WAT Atzgersdorf - Hypo Niederösterreich - Thüringer HC - Paris 92 - Alba Fehérvár KC - Molde HK | - Tertnes IL - HC Dunărea Brăila - GK Kuban Krasnodar - IUVENTA Michalovce - LUGI HF - LC Brühl Handball |

### Ausgeloste Spiele und Ergebnisse
| Mannschaft 1                   | Mannschaft 2                      | Hinspiel             | Rückspiel            | Gesamt  |
| ------------------------------ | --------------------------------- | -------------------- | -------------------- | ------- |
| GK Kuban Krasnodar             | LUGI HF                           | --.--.2020 --:-- Uhr | --.--.2020 --:-- Uhr | 20 : 0  |
| GK Kuban Krasnodar             | LUGI HF                           | 10 : 0 (0 : 0)       | 10 : 0 (0 : 0)       | 20 : 0  |
| Alba Fehérvár KC               | LC Brühl Handball                 | --.--.2020 --:-- Uhr | --.--.2020 --:-- Uhr | 20 : 0  |
| Alba Fehérvár KC               | LC Brühl Handball                 | 10 : 0 (0 : 0)       | 10 : 0 (0 : 0)       | 20 : 0  |
| Paris 92 Flippes 13            | IUVENTA Michalovce Holejová 9     | 17.10.2020 18:00 Uhr | 18.10.2020 18:00 Uhr | 65 : 40 |
| Paris 92 Flippes 13            | IUVENTA Michalovce Holejová 9     | 36 : 14 (19 : 07)    | 29 : 26 (12 : 14)    | 65 : 40 |
| Paris 92 Flippes 13            | IUVENTA Michalovce Holejová 9     | 703 Zuschauer        | 585 Zuschauer        | 65 : 40 |
| WAT Atzgersdorf Reichert 14    | Thüringer HC Jakubisová 12        | 10.10.2020 18:00 Uhr | 18.10.2020 14:00 Uhr | 45 : 81 |
| WAT Atzgersdorf Reichert 14    | Thüringer HC Jakubisová 12        | 24 : 39 (11 : 23)    | 21 : 42 (12 : 19)    | 45 : 81 |
| WAT Atzgersdorf Reichert 14    | Thüringer HC Jakubisová 12        | 120 Zuschauer        | 250 Zuschauer        | 45 : 81 |
| Molde HK Obaidli 15            | Hypo Niederösterreich Schindler 9 | 10.10.2020 16:00 Uhr | 17.10.2020 18:05 Uhr | 58 : 40 |
| Molde HK Obaidli 15            | Hypo Niederösterreich Schindler 9 | 28 : 19 (11 : 12)    | 30 : 21 (14 : 07)    | 58 : 40 |
| Molde HK Obaidli 15            | Hypo Niederösterreich Schindler 9 | 100 Zuschauer        | 0 Zuschauer          | 58 : 40 |
| HC Dunărea Brăila Dmitrović 14 | Tertnes IL Stankiewicz 13         | 10.10.2020 14:00 Uhr | 11.10.2020 12:00 Uhr | 53 : 52 |
| HC Dunărea Brăila Dmitrović 14 | Tertnes IL Stankiewicz 13         | 28 : 26 (14 : 11)    | 25 : 26 (13 : 11)    | 53 : 52 |
| HC Dunărea Brăila Dmitrović 14 | Tertnes IL Stankiewicz 13         | 0 Zuschauer          | 0 Zuschauer          | 53 : 52 |

## Runde 3
Es nahmen lediglich 16 Mannschaften an der 3. Runde teil, nachdem Alba Fehérvár KC, Byåsen IL, Molde HK und TuS Metzingen auf eine Teilnahme verzichteten.

### Qualifizierte Teams
| - HSG Blomberg-Lippe - TuS Metzingen - Thüringer HC - DHK Baník Most - Nykøbing Falster Håndboldklub - Viborg HK - BM Bera Bera - CJF Fleury Loiret Handball - Nantes Atlantique Handball - Paris 92 - Alba Fehérvár KC - Debreceni Vasutas SC | - Váci NKSE - Byåsen IL - Molde HK - Storhamar Håndball - MKS Lublin - HC Dunărea Brăila - SCM Gloria Buzău - GK Astrachanotschka - GK Kuban Krasnodar - Swesda Swenigorod - H 65 Höör - Kastamonu Belediyesi GSK |

### Ausgeloste Spiele und Ergebnisse
| Mannschaft 1                            | Mannschaft 2                          | Hinspiel             | Rückspiel            | Gesamt               |
| --------------------------------------- | ------------------------------------- | -------------------- | -------------------- | -------------------- |
| Byåsen IL                               | MKS Lublin                            | --.--.2020 --:-- Uhr | --.--.2020 --:-- Uhr | 0 : 20               |
| Byåsen IL                               | MKS Lublin                            | 0 : 10 (0 : 0)       | 0 : 10 (0 : 0)       | 0 : 20               |
| GK Kuban Krasnodar                      | TuS Metzingen                         | --.--.2020 --:-- Uhr | --.--.2020 --:-- Uhr | 20 : 0               |
| GK Kuban Krasnodar                      | TuS Metzingen                         | 10 : 0 (0 : 0)       | 10 : 0 (0 : 0)       | 20 : 0               |
| GK Astrachanotschka                     | Molde HK                              | --.--.2020 --:-- Uhr | --.--.2020 --:-- Uhr | 20 : 0               |
| GK Astrachanotschka                     | Molde HK                              | 10 : 0 (0 : 0)       | 10 : 0 (0 : 0)       | 20 : 0               |
| Paris 92 Flippes, Offendal je 11        | Nykøbing Falster Håndboldklub Wulff 7 | 15.11.2020 16:00 Uhr | 22.11.2020 20:00 Uhr | 56 : 42              |
| Paris 92 Flippes, Offendal je 11        | Nykøbing Falster Håndboldklub Wulff 7 | 28 : 16 (14 : 07)    | 28 : 26 (18 : 13)    | 56 : 42              |
| Paris 92 Flippes, Offendal je 11        | Nykøbing Falster Håndboldklub Wulff 7 | 0 Zuschauer          | 300 Zuschauer        | 56 : 42              |
| CJF Fleury Loiret Handball Lacrabère 16 | H 65 Höör Lundbäck 10                 | 15.11.2020 17:00 Uhr | 22.11.2020 16:00 Uhr | 57 : 49              |
| CJF Fleury Loiret Handball Lacrabère 16 | H 65 Höör Lundbäck 10                 | 29 : 26 (18 : 14)    | 28 : 23 (12 : 11)    | 57 : 49              |
| CJF Fleury Loiret Handball Lacrabère 16 | H 65 Höör Lundbäck 10                 | 0 Zuschauer          | 20 Zuschauer         | 57 : 49              |
| HC Dunărea Brăila Udriștioiu 18         | Viborg HK Strömberg, Jørgensen je 10  | 21.11.2020 11:00 Uhr | 22.11.2020 12:15 Uhr | 58 : 52              |
| HC Dunărea Brăila Udriștioiu 18         | Viborg HK Strömberg, Jørgensen je 10  | 26 : 24 (13 : 12)    | 32 : 28 (17 : 14)    | 58 : 52              |
| HC Dunărea Brăila Udriștioiu 18         | Viborg HK Strömberg, Jørgensen je 10  | 0 Zuschauer          | 0 Zuschauer          | 58 : 52              |
| Nantes Atlantique Handball Kpodar 9     | SCM Gloria Buzău Janjušević 14        | 15.11.2020 16:00 Uhr | 22.11.2020 10:30 Uhr | 44 : 43              |
| Nantes Atlantique Handball Kpodar 9     | SCM Gloria Buzău Janjušević 14        | 23 : 16 (11 : 09)    | 21 : 27 (07 : 10)    | 44 : 43              |
| Nantes Atlantique Handball Kpodar 9     | SCM Gloria Buzău Janjušević 14        | 0 Zuschauer          | 0 Zuschauer          | 44 : 43              |
| BM Bera Bera Cardoso de Castro 11       | Swesda Swenigorod Mursalijewa 13      | 15.11.2020 12:10 Uhr | 22.11.2020 10:00 Uhr | 51 : 56              |
| BM Bera Bera Cardoso de Castro 11       | Swesda Swenigorod Mursalijewa 13      | 27 : 27 (16 : 15)    | 24 : 29 (11 : 15)    | 51 : 56              |
| BM Bera Bera Cardoso de Castro 11       | Swesda Swenigorod Mursalijewa 13      | 0 Zuschauer          | 0 Zuschauer          | 51 : 56              |
| DHK Baník Most Šustková 9               | Váci NKSE Lakatos 12                  | 21.11.2020 20:00 Uhr | 21.11.2020 20:00 Uhr | 21.11.2020 20:00 Uhr |
| DHK Baník Most Šustková 9               | Váci NKSE Lakatos 12                  | 41 : 42 (21 : 25)    |                      |                      |
| DHK Baník Most Šustková 9               | Váci NKSE Lakatos 12                  | 0 Zuschauer          |                      |                      |
| Thüringer HC Neidhart 13                | HSG Blomberg-Lippe Michalczik 16      | 14.11.2020 18:00 Uhr | 21.11.2020 16:30 Uhr | 57 : 51              |
| Thüringer HC Neidhart 13                | HSG Blomberg-Lippe Michalczik 16      | 27 : 31 (14 : 17)    | 30 : 20 (15 : 12)    | 57 : 51              |
| Thüringer HC Neidhart 13                | HSG Blomberg-Lippe Michalczik 16      | 0 Zuschauer          | 0 Zuschauer          | 57 : 51              |
| Kastamonu Belediyesi GSK Zulič 9        | Debreceni Vasutas SC Kovács 12        | 21.11.2020 11:00 Uhr | 21.11.2020 11:00 Uhr | 21.11.2020 11:00 Uhr |
| Kastamonu Belediyesi GSK Zulič 9        | Debreceni Vasutas SC Kovács 12        | 31 : 30 (15 : 14)    |                      |                      |
| Kastamonu Belediyesi GSK Zulič 9        | Debreceni Vasutas SC Kovács 12        | 30 Zuschauer         |                      |                      |
| Alba Fehérvár KC                        | Storhamar Håndball                    | --.--.2020 --:-- Uhr | --.--.2020 --:-- Uhr | 0 : 20               |
| Alba Fehérvár KC                        | Storhamar Håndball                    | 0 : 10 (0 : 0)       | 0 : 10 (0 : 0)       | 0 : 20               |

## Gruppenphase
Es nahmen 16 Mannschaften teil. Zur Auslosung wurden die Mannschaften, die zuvor in der dritten Runde erfolgreich waren, in vier Töpfe eingeteilt. Bei der Auslosung konnte keine Mannschaft eines Landes auf eine andere des gleichen Landes in der Gruppe treffen. Die Auslosung fand am 26. November 2020 statt.

### Qualifizierte Teams
| Topf 1 - Herning-Ikast Håndbold - Siófok KC - CS Minaur Baia Mare - GK Lada Toljatti | Topf 2 - Váci NKSE - HC Dunărea Brăila - GK Astrachanotschka - Kastamonu Belediyesi GSK | Topf 3 - Nantes Atlantique Handball - Storhamar Håndball - Swesda Swenigorod - GK Kuban Krasnodar | Topf 4 - CJF Fleury Loiret Handball - Paris 92 - Thüringer HC - MKS Lublin |

### Gruppe A
| Pl. | Verein                 | Sp. | S | U | N | Tore      | Diff. | Punkte |
| --- | ---------------------- | --- | - | - | - | --------- | ----- | ------ |
| 1.  | Herning-Ikast Håndbold | 6   | 5 | 0 | 1 | 0198:1600 | +38   | 010:20 |
| 2.  | Swesda Swenigorod      | 6   | 3 | 0 | 3 | 0135:1350 | ±0    | 06:60  |
| 3.  | Paris 92               | 6   | 3 | 0 | 3 | 093:1010  | −8    | 06:60  |
| 4.  | Váci NKSE              | 6   | 1 | 0 | 5 | 0150:1800 | −30   | 02:100 |

|  | Qualifikationsplatz für das Viertelfinale |

| 9. Januar 2021 13:30 Uhr | Herning-Ikast Håndbold     | 34:25   | Swesda Swenigorod          | IBF Arena, Ikast Zuschauer: 0 Schiedsrichter: C. Hannes, D. Hannes |
| 9. Januar 2021 13:30 Uhr | meiste Tore: Kristensen 12 | (15:13) | meiste Tore: Mursalijewa 6 | IBF Arena, Ikast Zuschauer: 0 Schiedsrichter: C. Hannes, D. Hannes |
| 9. Januar 2021 13:30 Uhr | Spielbericht               |         |                            | IBF Arena, Ikast Zuschauer: 0 Schiedsrichter: C. Hannes, D. Hannes |

| 10. Januar 2021 14:00 Uhr | Váci NKSE                | 33:34   | Paris 92                 | Vác Város Sportcsarnok, Vác Zuschauer: 0 Schiedsrichter: D. Lončar, Z. Lončar |
| 10. Januar 2021 14:00 Uhr | meiste Tore: Helembai 10 | (15:16) | meiste Tore: Offendal 11 | Vác Város Sportcsarnok, Vác Zuschauer: 0 Schiedsrichter: D. Lončar, Z. Lončar |
| 10. Januar 2021 14:00 Uhr | Spielbericht             |         |                          | Vác Város Sportcsarnok, Vác Zuschauer: 0 Schiedsrichter: D. Lončar, Z. Lončar |

| 16. Januar 2021 14:00 Uhr | Swesda Swenigorod                                     | 29:33   | Váci NKSE               | DS Olimpijskij, Tschechow Zuschauer: 0 Schiedsrichter: Kaluđerović, Vujačić |
| 16. Januar 2021 14:00 Uhr | meiste Tore: Gerasimova, Nikolajewa, Mursalijewa je 5 | (12:17) | meiste Tore: Diószegi 9 | DS Olimpijskij, Tschechow Zuschauer: 0 Schiedsrichter: Kaluđerović, Vujačić |
| 16. Januar 2021 14:00 Uhr | Spielbericht                                          |         |                         | DS Olimpijskij, Tschechow Zuschauer: 0 Schiedsrichter: Kaluđerović, Vujačić |

| 16. Januar 2021 18:00 Uhr | Paris 92                | 26:23   | Herning-Ikast Håndbold  | Palais des sports Robert-Charpentier, Issy-les-Moulineaux Zuschauer: 0 Schiedsrichter: Di Domenico, Fornasier |
| 16. Januar 2021 18:00 Uhr | meiste Tore: Offendal 7 | (14:12) | meiste Tore: Bakkerud 5 | Palais des sports Robert-Charpentier, Issy-les-Moulineaux Zuschauer: 0 Schiedsrichter: Di Domenico, Fornasier |
| 16. Januar 2021 18:00 Uhr | Spielbericht            |         |                         | Palais des sports Robert-Charpentier, Issy-les-Moulineaux Zuschauer: 0 Schiedsrichter: Di Domenico, Fornasier |

| 23. Januar 2021 16:00 Uhr | Váci NKSE              | 26:38   | Herning-Ikast Håndbold | Vác Város Sportcsarnok, Vác Zuschauer: 0 Schiedsrichter: Ciulei, Stoia |
| 23. Januar 2021 16:00 Uhr | meiste Tore: Lakatos 8 | (13:21) | meiste Tore: Friis 7   | Vác Város Sportcsarnok, Vác Zuschauer: 0 Schiedsrichter: Ciulei, Stoia |
| 23. Januar 2021 16:00 Uhr | Spielbericht           |         |                        | Vác Város Sportcsarnok, Vác Zuschauer: 0 Schiedsrichter: Ciulei, Stoia |

| 6. Februar 2021 13:00 Uhr | Herning-Ikast Håndbold | 39:29   | Váci NKSE            | IBF Arena, Ikast Zuschauer: 0 Schiedsrichter: Jaškins, Žabko |
| 6. Februar 2021 13:00 Uhr | meiste Tore: Fauske 12 | (19:13) | meiste Tore: Szabó 9 | IBF Arena, Ikast Zuschauer: 0 Schiedsrichter: Jaškins, Žabko |
| 6. Februar 2021 13:00 Uhr | Spielbericht           |         |                      | IBF Arena, Ikast Zuschauer: 0 Schiedsrichter: Jaškins, Žabko |

| 14. Februar 2021 12:00 Uhr | Swesda Swenigorod                      | 31:39   | Herning-Ikast Håndbold  | DS Olimpijskij, Tschechow Zuschauer: 200 Schiedsrichter: Metalari, Nikolovski |
| 14. Februar 2021 12:00 Uhr | meiste Tore: Nikolajewa, Nikitina je 7 | (13:18) | meiste Tore: Skogrand 7 | DS Olimpijskij, Tschechow Zuschauer: 200 Schiedsrichter: Metalari, Nikolovski |
| 14. Februar 2021 12:00 Uhr | Spielbericht                           |         |                         | DS Olimpijskij, Tschechow Zuschauer: 200 Schiedsrichter: Metalari, Nikolovski |

| 20. Februar 2021 18:00 Uhr | Váci NKSE                                 | 29:30   | Swesda Swenigorod       | Vác Város Sportcsarnok, Vác Zuschauer: 0 Schiedsrichter: Rauchs, Linster |
| 20. Februar 2021 18:00 Uhr | meiste Tore: Hámori, Szabó, Diószegi je 5 | (15:17) | meiste Tore: Nikitina 9 | Vác Város Sportcsarnok, Vác Zuschauer: 0 Schiedsrichter: Rauchs, Linster |
| 20. Februar 2021 18:00 Uhr | Spielbericht                              |         |                         | Vác Város Sportcsarnok, Vác Zuschauer: 0 Schiedsrichter: Rauchs, Linster |

| 21. Februar 2021 14:00 Uhr | Herning-Ikast Håndbold | 25:23   | Paris 92                | IBF Arena, Ikast Zuschauer: 0 Schiedsrichter: Žalienė, Kijauskaitė |
| 21. Februar 2021 14:00 Uhr | meiste Tore: Møller 5  | (13:12) | meiste Tore: Offendal 9 | IBF Arena, Ikast Zuschauer: 0 Schiedsrichter: Žalienė, Kijauskaitė |
| 21. Februar 2021 14:00 Uhr | Spielbericht           |         |                         | IBF Arena, Ikast Zuschauer: 0 Schiedsrichter: Žalienė, Kijauskaitė |

|  | Paris 92 | 10:0 * | Váci NKSE |  |
|  |          |        |           |  |
|  |          |        |           |  |

|  | Paris 92 | 0:10 * | Swesda Swenigorod |  |
|  |          |        |                   |  |
|  |          |        |                   |  |

|  | Swesda Swenigorod | 10:0 * | Paris 92 |  |
|  |                   |        |          |  |
|  |                   |        |          |  |

### Gruppe B
| Pl. | Verein                     | Sp. | S | U | N | Tore      | Diff. | Punkte |
| --- | -------------------------- | --- | - | - | - | --------- | ----- | ------ |
| 1.  | Nantes Atlantique Handball | 6   | 4 | 0 | 2 | 0149:1410 | +8    | 08:40  |
| 2.  | GK Lada Toljatti           | 6   | 3 | 0 | 3 | 0147:1390 | +8    | 06:60  |
| 3.  | MKS Lublin                 | 6   | 2 | 1 | 3 | 0154:1550 | −1    | 05:70  |
| 4.  | Kastamonu Belediyesi GSK   | 6   | 2 | 1 | 3 | 0156:1710 | −15   | 05:70  |

|  | Qualifikationsplatz für das Viertelfinale |

| 9. Januar 2021 16:00 Uhr | GK Lada Toljatti              | 32:29   | Nantes Atlantique Handball | USK Olimp, Toljatti Zuschauer: 500 Schiedsrichter: Kulik, Nabokau |
| 9. Januar 2021 16:00 Uhr | meiste Tore: Schamanowskaja 7 | (14:14) | meiste Tore: de Paula 13   | USK Olimp, Toljatti Zuschauer: 500 Schiedsrichter: Kulik, Nabokau |
| 9. Januar 2021 16:00 Uhr | Spielbericht                  |         |                            | USK Olimp, Toljatti Zuschauer: 500 Schiedsrichter: Kulik, Nabokau |

| 9. Januar 2021 16:00 Uhr | Kastamonu Belediyesi GSK          | 20:20  | MKS Lublin          | Atatürk Spor Salonu, Kastamonu Zuschauer: 55 Schiedsrichter: Duplyj, Pobedryna |
| 9. Januar 2021 16:00 Uhr | meiste Tore: Kurtović, Zulić je 5 | (10:9) | meiste Tore: Gęga 6 | Atatürk Spor Salonu, Kastamonu Zuschauer: 55 Schiedsrichter: Duplyj, Pobedryna |
| 9. Januar 2021 16:00 Uhr | Spielbericht                      |        |                     | Atatürk Spor Salonu, Kastamonu Zuschauer: 55 Schiedsrichter: Duplyj, Pobedryna |

| 16. Januar 2021 16:00 Uhr | Nantes Atlantique Handball | 35:26   | Kastamonu Belediyesi GSK | H Arena, Nantes Zuschauer: 0 Schiedsrichter: Rosendo López, Rodriguez Estevez |
| 16. Januar 2021 16:00 Uhr | meiste Tore: Grigel 7      | (18:10) | meiste Tore: Kurtović 9  | H Arena, Nantes Zuschauer: 0 Schiedsrichter: Rosendo López, Rodriguez Estevez |
| 16. Januar 2021 16:00 Uhr | Spielbericht               |         |                          | H Arena, Nantes Zuschauer: 0 Schiedsrichter: Rosendo López, Rodriguez Estevez |

| 17. Januar 2021 16:00 Uhr | MKS Lublin           | 28:23   | GK Lada Toljatti        | Hala Sportowo-Widowiskowa Globus, Lublin Zuschauer: 0 Schiedsrichter: Žalienė, Kijauskaitė |
| 17. Januar 2021 16:00 Uhr | meiste Tore: Nosek 5 | (16:10) | meiste Tore: Nikitina 7 | Hala Sportowo-Widowiskowa Globus, Lublin Zuschauer: 0 Schiedsrichter: Žalienė, Kijauskaitė |
| 17. Januar 2021 16:00 Uhr | Spielbericht         |         |                         | Hala Sportowo-Widowiskowa Globus, Lublin Zuschauer: 0 Schiedsrichter: Žalienė, Kijauskaitė |

| 23. Januar 2021 16:00 Uhr | MKS Lublin          | 26:31   | Nantes Atlantique Handball | Hala Sportowo-Widowiskowa Globus, Lublin Zuschauer: 0 Schiedsrichter: Jahja, Xhema |
| 23. Januar 2021 16:00 Uhr | meiste Tore: Gęga 8 | (12:15) | meiste Tore: de Paula 8    | Hala Sportowo-Widowiskowa Globus, Lublin Zuschauer: 0 Schiedsrichter: Jahja, Xhema |
| 23. Januar 2021 16:00 Uhr | Spielbericht        |         |                            | Hala Sportowo-Widowiskowa Globus, Lublin Zuschauer: 0 Schiedsrichter: Jahja, Xhema |

| 24. Januar 2021 14:00 Uhr | Kastamonu Belediyesi GSK | 29:25   | GK Lada Toljatti            | Atatürk Spor Salonu, Kastamonu Zuschauer: 100 Schiedsrichter: Iliescu, Manea |
| 24. Januar 2021 14:00 Uhr | meiste Tore: Kurtović 10 | (13:14) | meiste Tore: Kirdjaschewa 9 | Atatürk Spor Salonu, Kastamonu Zuschauer: 100 Schiedsrichter: Iliescu, Manea |
| 24. Januar 2021 14:00 Uhr | Spielbericht             |         |                             | Atatürk Spor Salonu, Kastamonu Zuschauer: 100 Schiedsrichter: Iliescu, Manea |

| 7. Februar 2021 13:30 Uhr | GK Lada Toljatti        | 27:29   | Kastamonu Belediyesi GSK | USK Olimp, Toljatti Zuschauer: 496 Schiedsrichter: Kaluđerović, Vujačić |
| 7. Februar 2021 13:30 Uhr | meiste Tore: Nikitina 7 | (13:14) | meiste Tore: Kurtović 7  | USK Olimp, Toljatti Zuschauer: 496 Schiedsrichter: Kaluđerović, Vujačić |
| 7. Februar 2021 13:30 Uhr | Spielbericht            |         |                          | USK Olimp, Toljatti Zuschauer: 496 Schiedsrichter: Kaluđerović, Vujačić |

| 7. Februar 2021 16:00 Uhr | Nantes Atlantique Handball | 25:21   | MKS Lublin           | Complexe Sportif Mangin, Nantes Zuschauer: 0 Schiedsrichter: P. Geraets, R. Geraets |
| 7. Februar 2021 16:00 Uhr | meiste Tore: Grigel 7      | (11:12) | meiste Tore: Nocuń 6 | Complexe Sportif Mangin, Nantes Zuschauer: 0 Schiedsrichter: P. Geraets, R. Geraets |
| 7. Februar 2021 16:00 Uhr | Spielbericht               |         |                      | Complexe Sportif Mangin, Nantes Zuschauer: 0 Schiedsrichter: P. Geraets, R. Geraets |

| 15. Februar 2021 18:00 Uhr | MKS Lublin          | 35:26  | Kastamonu Belediyesi GSK | Hala Sportowo-Widowiskowa Globus, Lublin Zuschauer: 0 Schiedsrichter: Loschak, Schajbakow |
| 15. Februar 2021 18:00 Uhr | meiste Tore: Gęga 7 | (18:9) | meiste Tore: Kurtović 7  | Hala Sportowo-Widowiskowa Globus, Lublin Zuschauer: 0 Schiedsrichter: Loschak, Schajbakow |
| 15. Februar 2021 18:00 Uhr | Spielbericht        |        |                          | Hala Sportowo-Widowiskowa Globus, Lublin Zuschauer: 0 Schiedsrichter: Loschak, Schajbakow |

| 21. Februar 2021 14:00 Uhr | GK Lada Toljatti            | 30:24   | MKS Lublin           | USK Olimp, Toljatti Zuschauer: 485 Schiedsrichter: Em. Aghakishi, Er. Aghakishi |
| 21. Februar 2021 14:00 Uhr | meiste Tore: Kirdjaschewa 8 | (17:13) | meiste Tore: Nosek 6 | USK Olimp, Toljatti Zuschauer: 485 Schiedsrichter: Em. Aghakishi, Er. Aghakishi |
| 21. Februar 2021 14:00 Uhr | Spielbericht                |         |                      | USK Olimp, Toljatti Zuschauer: 485 Schiedsrichter: Em. Aghakishi, Er. Aghakishi |

| 21. Februar 2021 16:00 Uhr | Kastamonu Belediyesi GSK | 26:29   | Nantes Atlantique Handball | Atatürk Spor Salonu, Kastamonu Zuschauer: 200 Schiedsrichter: Năstase, Stancu |
| 21. Februar 2021 16:00 Uhr | meiste Tore: Kurtović 8  | (15:12) | meiste Tore: de Paula 10   | Atatürk Spor Salonu, Kastamonu Zuschauer: 200 Schiedsrichter: Năstase, Stancu |
| 21. Februar 2021 16:00 Uhr | Spielbericht             |         |                            | Atatürk Spor Salonu, Kastamonu Zuschauer: 200 Schiedsrichter: Năstase, Stancu |

|  | Nantes Atlantique Handball | 0:10 * | GK Lada Toljatti |  |
|  |                            |        |                  |  |
|  | Spielbericht               |        |                  |  |

### Gruppe C
| Pl. | Verein              | Sp. | S | U | N | Tore      | Diff. | Punkte |
| --- | ------------------- | --- | - | - | - | --------- | ----- | ------ |
| 1.  | CS Minaur Baia Mare | 6   | 5 | 0 | 1 | 0150:1160 | +34   | 010:20 |
| 2.  | GK Astrachanotschka | 6   | 4 | 0 | 2 | 0137:1120 | +25   | 08:40  |
| 3.  | Storhamar Håndball  | 6   | 2 | 0 | 4 | 0157:1820 | −25   | 04:80  |
| 4.  | Thüringer HC        | 6   | 1 | 0 | 5 | 093:1270  | −34   | 02:100 |

|  | Qualifikationsplatz für das Viertelfinale |

| 9. Januar 2021 14:00 Uhr | CS Minaur Baia Mare      | 33:29   | Storhamar Håndball      | Sala Sporturilor Lascăr Pană, Baia Mare Zuschauer: 0 Schiedsrichter: Loschak, Schajbakow |
| 9. Januar 2021 14:00 Uhr | meiste Tore: Kovačević 9 | (14:13) | meiste Tore: Nestaker 9 | Sala Sporturilor Lascăr Pană, Baia Mare Zuschauer: 0 Schiedsrichter: Loschak, Schajbakow |
| 9. Januar 2021 14:00 Uhr | Spielbericht             |         |                         | Sala Sporturilor Lascăr Pană, Baia Mare Zuschauer: 0 Schiedsrichter: Loschak, Schajbakow |

| 10. Januar 2021 14:00 Uhr | Thüringer HC             | 22:29   | GK Astrachanotschka     | Salza-Halle, Bad Langensalza Zuschauer: 0 Schiedsrichter: Carmaux, Mursch |
| 10. Januar 2021 14:00 Uhr | meiste Tore: Jeřábková 6 | (10:12) | meiste Tore: Sabirowa 5 | Salza-Halle, Bad Langensalza Zuschauer: 0 Schiedsrichter: Carmaux, Mursch |
| 10. Januar 2021 14:00 Uhr | Spielbericht             |         |                         | Salza-Halle, Bad Langensalza Zuschauer: 0 Schiedsrichter: Carmaux, Mursch |

| 16. Januar 2021 14:00 Uhr | Storhamar Håndball      | 33:28   | GK Astrachanotschka                                  | Boligpartner Arena, Hamar Zuschauer: 0 Schiedsrichter: Rauchs, Linster |
| 16. Januar 2021 14:00 Uhr | meiste Tore: Nestaker 8 | (18:14) | meiste Tore: Nikitina, Lewtschenko, Malaschenko je 6 | Boligpartner Arena, Hamar Zuschauer: 0 Schiedsrichter: Rauchs, Linster |
| 16. Januar 2021 14:00 Uhr | Spielbericht            |         |                                                      | Boligpartner Arena, Hamar Zuschauer: 0 Schiedsrichter: Rauchs, Linster |

| 24. Januar 2021 14:00 Uhr | GK Astrachanotschka        | 33:27  | CS Minaur Baia Mare  | Sportiwno-srelischtschny kompleks Swesdnyj, Astrachan Zuschauer: 2000 Schiedsrichter: Nachevski, Bozhinovski |
| 24. Januar 2021 14:00 Uhr | meiste Tore: Malaschenko 8 | (14:8) | meiste Tore: Lavko 7 | Sportiwno-srelischtschny kompleks Swesdnyj, Astrachan Zuschauer: 2000 Schiedsrichter: Nachevski, Bozhinovski |
| 24. Januar 2021 14:00 Uhr | Spielbericht               |        |                      | Sportiwno-srelischtschny kompleks Swesdnyj, Astrachan Zuschauer: 2000 Schiedsrichter: Nachevski, Bozhinovski |

| 6. Februar 2021 14:00 Uhr | Storhamar Håndball      | 32:30   | Thüringer HC                                        | Salza-Halle, Bad Langensalza Zuschauer: 1 Schiedsrichter: Lesiak, Lidacka |
| 6. Februar 2021 14:00 Uhr | meiste Tore: Jakobsen 9 | (14:14) | meiste Tore: Ekenman-Fernis, Kündig, Jeřábková je 7 | Salza-Halle, Bad Langensalza Zuschauer: 1 Schiedsrichter: Lesiak, Lidacka |
| 6. Februar 2021 14:00 Uhr | Spielbericht            |         |                                                     | Salza-Halle, Bad Langensalza Zuschauer: 1 Schiedsrichter: Lesiak, Lidacka |

| 6. Februar 2021 14:00 Uhr | CS Minaur Baia Mare                | 30:27   | GK Astrachanotschka        | Sala Sporturilor Lascăr Pană, Baia Mare Zuschauer: 0 Schiedsrichter: S. Yovchev, Z. Yovchev |
| 6. Februar 2021 14:00 Uhr | meiste Tore: Kovačević, Lavko je 8 | (13:15) | meiste Tore: Lewtschenko 7 | Sala Sporturilor Lascăr Pană, Baia Mare Zuschauer: 0 Schiedsrichter: S. Yovchev, Z. Yovchev |
| 6. Februar 2021 14:00 Uhr | Spielbericht                       |         |                            | Sala Sporturilor Lascăr Pană, Baia Mare Zuschauer: 0 Schiedsrichter: S. Yovchev, Z. Yovchev |

| 7. Februar 2021 12:00 Uhr | Thüringer HC                            | 41:36   | Storhamar Håndball                 | Salza-Halle, Bad Langensalza Zuschauer: 1 Schiedsrichter: Lesiak, Lidacka |
| 7. Februar 2021 12:00 Uhr | meiste Tore: Ekenman-Fernis, Rühl je 12 | (18:15) | meiste Tore: Hovden, Jakobsen je 8 | Salza-Halle, Bad Langensalza Zuschauer: 1 Schiedsrichter: Lesiak, Lidacka |
| 7. Februar 2021 12:00 Uhr | Spielbericht                            |         |                                    | Salza-Halle, Bad Langensalza Zuschauer: 1 Schiedsrichter: Lesiak, Lidacka |

| 10. Februar 2021 14:00 Uhr | Storhamar Håndball    | 27:40   | CS Minaur Baia Mare      | Sala Sporturilor Lascăr Pană, Baia Mare Zuschauer: 0 Schiedsrichter: Duplyj, Pobedryna |
| 10. Februar 2021 14:00 Uhr | meiste Tore: Hovden 7 | (11:19) | meiste Tore: Kovačević 8 | Sala Sporturilor Lascăr Pană, Baia Mare Zuschauer: 0 Schiedsrichter: Duplyj, Pobedryna |
| 10. Februar 2021 14:00 Uhr | Spielbericht          |         |                          | Sala Sporturilor Lascăr Pană, Baia Mare Zuschauer: 0 Schiedsrichter: Duplyj, Pobedryna |

|  | GK Astrachanotschka | 10:0 * | Storhamar Håndball |  |
|  |                     |        |                    |  |
|  |                     |        |                    |  |

|  | CS Minaur Baia Mare | 10:0 * | Thüringer HC |  |
|  |                     |        |              |  |
|  |                     |        |              |  |

|  | Thüringer HC | 0:10 * | CS Minaur Baia Mare |  |
|  |              |        |                     |  |
|  |              |        |                     |  |

|  | GK Astrachanotschka | 10:0 * | Thüringer HC |  |
|  |                     |        |              |  |
|  |                     |        |              |  |

### Gruppe D
| Pl. | Verein                     | Sp. | S | U | N | Tore      | Diff. | Punkte |
| --- | -------------------------- | --- | - | - | - | --------- | ----- | ------ |
| 1.  | Siófok KC                  | 6   | 5 | 1 | 0 | 0181:1540 | +27   | 011:10 |
| 2.  | HC Dunărea Brăila          | 6   | 3 | 1 | 2 | 0170:1670 | +3    | 07:50  |
| 3.  | GK Kuban Krasnodar         | 6   | 2 | 2 | 2 | 0130:1200 | +10   | 06:60  |
| 4.  | CJF Fleury Loiret Handball | 6   | 0 | 0 | 6 | 0104:1440 | −40   | 00:120 |

|  | Qualifikationsplatz für das Viertelfinale |

| 9. Januar 2021 18:00 Uhr | Siófok KC                          | 28:28   | GK Kuban Krasnodar      | Kiss Szilárd Sportcsarnok, Siófok Zuschauer: 0 Schiedsrichter: Sekulić, Jovandić |
| 9. Januar 2021 18:00 Uhr | meiste Tore: Kobetić, Horacek je 9 | (15:18) | meiste Tore: Sawinowa 7 | Kiss Szilárd Sportcsarnok, Siófok Zuschauer: 0 Schiedsrichter: Sekulić, Jovandić |
| 9. Januar 2021 18:00 Uhr | Spielbericht                       |         |                         | Kiss Szilárd Sportcsarnok, Siófok Zuschauer: 0 Schiedsrichter: Sekulić, Jovandić |

| 10. Januar 2021 14:00 Uhr | HC Dunărea Brăila                    | 29:27   | CJF Fleury Loiret Handball | Sala Polivalentă Danubius, Brăila Zuschauer: 0 Schiedsrichter: S. Yovchev, Z. Yovchev |
| 10. Januar 2021 14:00 Uhr | meiste Tore: Dmitrović, Kanawal je 6 | (15:13) | meiste Tore: Ondono 8      | Sala Polivalentă Danubius, Brăila Zuschauer: 0 Schiedsrichter: S. Yovchev, Z. Yovchev |
| 10. Januar 2021 14:00 Uhr | Spielbericht                         |         |                            | Sala Polivalentă Danubius, Brăila Zuschauer: 0 Schiedsrichter: S. Yovchev, Z. Yovchev |

| 17. Januar 2021 12:00 Uhr | GK Kuban Krasnodar   | 25:25   | HC Dunărea Brăila                    | DS Olimp, Krasnodar Zuschauer: 0 Schiedsrichter: Sirbu, Serdiuc |
| 17. Januar 2021 12:00 Uhr | meiste Tore: Golub 9 | (13:15) | meiste Tore: Dmitrović, Kanawal je 7 | DS Olimp, Krasnodar Zuschauer: 0 Schiedsrichter: Sirbu, Serdiuc |
| 17. Januar 2021 12:00 Uhr | Spielbericht         |         |                                      | DS Olimp, Krasnodar Zuschauer: 0 Schiedsrichter: Sirbu, Serdiuc |

| 17. Januar 2021 18:00 Uhr | CJF Fleury Loiret Handball | 24:35   | Siófok KC            | Palais des Sports d’Orléans, Orléans Zuschauer: 0 Schiedsrichter: Freitas, Carvalho |
| 17. Januar 2021 18:00 Uhr | meiste Tore: Lacrabère 14  | (10:20) | meiste Tore: Böhme 7 | Palais des Sports d’Orléans, Orléans Zuschauer: 0 Schiedsrichter: Freitas, Carvalho |
| 17. Januar 2021 18:00 Uhr | Spielbericht               |         |                      | Palais des Sports d’Orléans, Orléans Zuschauer: 0 Schiedsrichter: Freitas, Carvalho |

| 23. Januar 2021 14:00 Uhr | HC Dunărea Brăila      | 25:27   | Siófok KC              | Sala Polivalentă Danubius, Brăila Zuschauer: 0 Schiedsrichter: Ivanović, Vujisić |
| 23. Januar 2021 14:00 Uhr | meiste Tore: Kanawal 8 | (14:11) | meiste Tore: Horacek 6 | Sala Polivalentă Danubius, Brăila Zuschauer: 0 Schiedsrichter: Ivanović, Vujisić |
| 23. Januar 2021 14:00 Uhr | Spielbericht           |         |                        | Sala Polivalentă Danubius, Brăila Zuschauer: 0 Schiedsrichter: Ivanović, Vujisić |

| 7. Februar 2021 14:00 Uhr | Siófok KC            | 31:24   | HC Dunărea Brăila      | Kiss Szilárd Sportcsarnok, Siófok Zuschauer: 0 Schiedsrichter: Hofer, Schmidhuber |
| 7. Februar 2021 14:00 Uhr | meiste Tore: Ježić 8 | (17:14) | meiste Tore: Kanawal 6 | Kiss Szilárd Sportcsarnok, Siófok Zuschauer: 0 Schiedsrichter: Hofer, Schmidhuber |
| 7. Februar 2021 14:00 Uhr | Spielbericht         |         |                        | Kiss Szilárd Sportcsarnok, Siófok Zuschauer: 0 Schiedsrichter: Hofer, Schmidhuber |

| 12. Januar 2021 17:30 Uhr | GK Kuban Krasnodar      | 25:31   | Siófok KC              | DS Olimp, Krasnodar Zuschauer: 700 Schiedsrichter: Şimşek, Ünlü Hatipoğlu |
| 12. Januar 2021 17:30 Uhr | meiste Tore: Listopad 5 | (10:14) | meiste Tore: Horacek 8 | DS Olimp, Krasnodar Zuschauer: 700 Schiedsrichter: Şimşek, Ünlü Hatipoğlu |
| 12. Januar 2021 17:30 Uhr | Spielbericht            |         |                        | DS Olimp, Krasnodar Zuschauer: 700 Schiedsrichter: Şimşek, Ünlü Hatipoğlu |

| 14. Februar 2021 14:00 Uhr | CJF Fleury Loiret Handball | 25:31   | HC Dunărea Brăila         | Palais des Sports d’Orléans, Orléans Zuschauer: 0 Schiedsrichter: Schols, Martens |
| 14. Februar 2021 14:00 Uhr | meiste Tore: Ondono 6      | (12:17) | meiste Tore: Udriștioiu 7 | Palais des Sports d’Orléans, Orléans Zuschauer: 0 Schiedsrichter: Schols, Martens |
| 14. Februar 2021 14:00 Uhr | Spielbericht               |         |                           | Palais des Sports d’Orléans, Orléans Zuschauer: 0 Schiedsrichter: Schols, Martens |

, 
| 20. Februar 2021 14:00 Uhr | HC Dunărea Brăila     | 36:32   | GK Kuban Krasnodar   | Sala Polivalentă Danubius, Brăila Zuschauer: 0 Schiedsrichter: Christidi, Papamattheou |
| 20. Februar 2021 14:00 Uhr | meiste Tore: Czeczi 8 | (17:13) | meiste Tore: Golub 8 | Sala Polivalentă Danubius, Brăila Zuschauer: 0 Schiedsrichter: Christidi, Papamattheou |
| 20. Februar 2021 14:00 Uhr | Spielbericht          |         |                      | Sala Polivalentă Danubius, Brăila Zuschauer: 0 Schiedsrichter: Christidi, Papamattheou |

| 20. Februar 2021 16:00 Uhr | Siófok KC           | 29:28   | CJF Fleury Loiret Handball | Kiss Szilárd Sportcsarnok, Siófok Zuschauer: 0 Schiedsrichter: Lesiak, Lidacka |
| 20. Februar 2021 16:00 Uhr | meiste Tore: Tóth 9 | (13:13) | meiste Tore: Bouktit 8     | Kiss Szilárd Sportcsarnok, Siófok Zuschauer: 0 Schiedsrichter: Lesiak, Lidacka |
| 20. Februar 2021 16:00 Uhr | Spielbericht        |         |                            | Kiss Szilárd Sportcsarnok, Siófok Zuschauer: 0 Schiedsrichter: Lesiak, Lidacka |

|  | CJF Fleury Loiret Handball | 0:10 * | GK Kuban Krasnodar |  |
|  |                            |        |                    |  |
|  | Spielbericht               |        |                    |  |

|  | GK Kuban Krasnodar | 10:0 * | CJF Fleury Loiret Handball |  |
|  |                    |        |                            |  |
|  | Spielbericht       |        |                            |  |

## Viertelfinale
Es nehmen acht Mannschaften am Viertelfinale teil. Die Gewinner werden in einem Hin- und Rückspiel ermittelt.

### Qualifizierte Teams
| - Herning-Ikast Håndbold - Nantes Atlantique Handball - Siófok KC - CS Minaur Baia Mare | - HC Dunărea Brăila - GK Astrachanotschka - Swesda Swenigorod - GK Lada Toljatti |

### Ausgeloste Spiele und Ergebnisse
| Mannschaft 1                                        | Mannschaft 2                         | Hinspiel             | Rückspiel            | Gesamt  |
| --------------------------------------------------- | ------------------------------------ | -------------------- | -------------------- | ------- |
| HC Dunărea Brăila Dmitrović 11                      | CS Minaur Baia Mare Kovačević 15     | 27.03.2021 16:00 Uhr | 03.04.2021 12:00 Uhr | 49 : 58 |
| HC Dunărea Brăila Dmitrović 11                      | CS Minaur Baia Mare Kovačević 15     | 24 : 31 (12 : 12)    | 25 : 27 (14 : 13)    | 49 : 58 |
| HC Dunărea Brăila Dmitrović 11                      | CS Minaur Baia Mare Kovačević 15     | 0 Zuschauer          | 0 Zuschauer          | 49 : 58 |
| Swesda Swenigorod Nikitina 13                       | Nantes Atlantique Handball Kpodar 12 | 27.03.2021 18:00 Uhr | 04.04.2021 14:00 Uhr | 57 : 63 |
| Swesda Swenigorod Nikitina 13                       | Nantes Atlantique Handball Kpodar 12 | 29 : 33 (16 : 16)    | 28 : 30 (13 : 15)    | 57 : 63 |
| Swesda Swenigorod Nikitina 13                       | Nantes Atlantique Handball Kpodar 12 | 500 Zuschauer        | 0 Zuschauer          | 57 : 63 |
| GK Lada Toljatti Schamanowskaja, Schtscherbak je 10 | Herning-Ikast Håndbold Fauske 15     | 27.03.2021 14:00 Uhr | 03.04.2021 14:00 Uhr | 54 : 59 |
| GK Lada Toljatti Schamanowskaja, Schtscherbak je 10 | Herning-Ikast Håndbold Fauske 15     | 29 : 31 (17 : 17)    | 25 : 28 (13 : 13)    | 54 : 59 |
| GK Lada Toljatti Schamanowskaja, Schtscherbak je 10 | Herning-Ikast Håndbold Fauske 15     | 480 Zuschauer        | 0 Zuschauer          | 54 : 59 |
| GK Astrachanotschka Selenkowa 15                    | Siófok KC Niombla 13                 | 02.04.2021 19:00 Uhr | 04.04.2021 16:00 Uhr | 54 : 61 |
| GK Astrachanotschka Selenkowa 15                    | Siófok KC Niombla 13                 | 26 : 32 (14 : 16)    | 28 : 29 (13 : 15)    | 54 : 61 |
| GK Astrachanotschka Selenkowa 15                    | Siófok KC Niombla 13                 | 0 Zuschauer          | 0 Zuschauer          | 54 : 61 |

## Final Four

### Qualifizierte Teams
Für das Final Four qualifiziert waren:
| Herning-Ikast Håndbold Nantes Atlantique Handball Siófok KC CS Minaur Baia Mare |

### Halbfinale
Die Halbfinalspiele fanden am 8. Mai 2021 statt. Der Gewinner jeder Partie zog in das Finale der EHF European League 2021 ein.
| Mannschaft 1               | Endergebnis                | Mannschaft 2           | Datum und Zeit          |
| -------------------------- | -------------------------- | ---------------------- | ----------------------- |
| Nantes Atlantique Handball | 36:34 (21:15)              | CS Minaur Baia Mare    | 08.05.21, Sa. 14:45 Uhr |
| Siófok KC                  | 36:34 (31:31, 19:18) n. V. | Herning-Ikast Håndbold | 08.05.21, Sa. 18:00 Uhr |

#### 1. Halbfinale
8. Mai 2021 in Baia Mare, Sala Sporturilor Lascăr Pană, 0 Zuschauer
Nantes Atlantique Handball: André, Płaczek – Hagman (11), de Paula (8), Kpodar (7), Sylla (4), Ayglon-Saurina   (2), Gassama  (2), Ahanda (1), Mitrović  (1), Loquay, Dancette, Finstad Bergum, Kieffer , Maubon, Escribano
CS Minaur Baia Mare: Enache, Idéhn – Araújo (7), Blohm (6), Cioca (5), Laslo (5), Seraficeanu (3), Lavko (2), Tănasie (2), Kovačević  (2), Fujita (1), Popa (1), Burlatschenko   , de Souza , Borș, Polocoșer 
Schiedsrichter:  Tatjana Praštalo, Vesna Balvan

#### 2. Halbfinale
8. Mai 2021 in Baia Mare, Sala Sporturilor Lascăr Pană, 0 Zuschauer
Siófok KC: Szikora, Csapó, Krasznai – Horacek (7), Tomori (6), Aoustin (5), Niombla    (5), Ježić  (4), Kiss (4), Böhme (3), Tóth (2), Hársfalvi, Juhász, Mazák-Németh, Such, Lapos
Herning-Ikast Håndbold: Ryde, Rømer, Englert – Nissen (8), Skogrand  (8), Bakkerud  (7), Fauske (4), Hougaard (3), Johansen   (2), Sando (1), Petersen (1), Møller, Brandt, Johannsen, Simonsen, Scaglione
Schiedsrichter:  Marija Ilieva, Silvana Karbeska

### Kleines Finale
Das Spiel um Platz 3 fand am 9. Mai 2021 statt. Der Gewinner der Partie ist Drittplatzierter der EHF European League 2021.
| Mannschaft 1           | Endergebnis   | Mannschaft 2        | Datum und Zeit          |
| ---------------------- | ------------- | ------------------- | ----------------------- |
| Herning-Ikast Håndbold | 31:33 (19:16) | CS Minaur Baia Mare | 09.05.21, So. 14:45 Uhr |

9. Mai 2021 in Baia Mare, Sala Sporturilor Lascăr Pană, 0 Zuschauer, Spielbericht
Herning-Ikast Håndbold: Ryde, Rømer, Englert – Johansen   (6), Fauske (5), Bakkerud (5), Nissen  (4), Brandt (4), Møller (3), Skogrand  (1), Petersen (1), Sando (1), Hougaard (1), Johannsen, Simonsen, Scaglione
CS Minaur Baia Mare: Enache, Idéhn (1) – Kovačević (11), Tănasie (6), Blohm (4), Cioca (4), Araújo (2), Popa (2), Burlatschenko  (1), Laslo  (1), Fujita (1), de Souza, Seraficeanu, Borș , Tecar, Polocoșer
Schiedsrichter:  Urszula Lesiak, Małgorzata Lidacka

### Finale
Das Finale fand am 9. Mai 2021 statt. Der Gewinner der Partie ist Sieger der EHF European League 2021.
| Mannschaft 1 | Endergebnis   | Mannschaft 2               | Datum und Zeit          |
| ------------ | ------------- | -------------------------- | ----------------------- |
| Siófok KC    | 31:36 (13:17) | Nantes Atlantique Handball | 09.05.21, So. 18:00 Uhr |

9. Mai 2021 in Baia Mare, Sala Sporturilor Lascăr Pană, 0 Zuschauer, Spielbericht
Siófok KC: Szikora, Csapó, Krasznai – Tóth (7), Such (5), Niombla  (5), Hársfalvi (4), Horacek (3), Ježić   (2), Tomori  (2), Böhme (1), Aoustin (1), Kiss   (1), Juhász, Mazák-Németh, Lapos
Nantes Atlantique Handball: André, Płaczek – Hagman  (7), de Paula (6), Ayglon-Saurina (4), Gassama (4), Kpodar (4), Maubon (3), Escribano (3), Ahanda (2), Mitrović    (2), Sylla (1), Loquay, Dancette, Finstad Bergum, Kieffer
Schiedsrichter:  Ana Vranes, Marlis Wenninger